# Estadio Gigante de Ciudadela
El Estadio Gigante de Ciudadela es un estadio de fútbol ubicado en la ciudad de Santa Fe, Argentina. En el estadio juega como local el Club Atlético Gimnasia y Esgrima (Santa Fe); es anualmente sede de las finales de la Liga Santafesina de Fútbol. Tiene una capacidad de unos 10 000 espectadores siendo uno de los estadios de fútbol más grandes de Santa Fe.

## Historia
Fue inaugurado el 25 de mayo de 1931 y, originalmente, se le denominó Estadio Gigante de Ciudadela. En 1984 se le dio su nombre actual en referencia a la fecha de fundación del club sanjuanino, pero para los locales, El estadio es conocido popularmente como el «Gigante de Ciudadela», en referencia al barrio en el que se encuentra asentado.
La tribuna techada de cemento existe desde la inauguración del estadio, en el año 1931. Es una de las tribunas más antiguas del país.
En el año 2012, la tribuna del estadio fue declarada de interés Histórico-Artístico y parte del Patrimonio Cultural de la ciudad de Santa Fe.
La tribuna del estadio de Gimnasia de Santa Fe tiene 33 escalones y una visera de 110 metros de largo, todo construido con hormigón armado.